# Karl Ludwig Hassmann

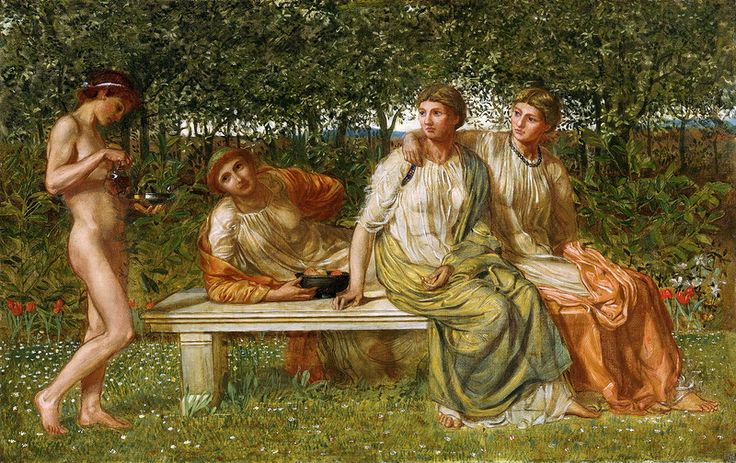
Der Sieger und die Besiegten

Karl Ludwig Hassmann (* 3. Januar 1869 in Wien; † 13. Mai 1933 ebenda) war ein österreichischer Historienmaler und Karikaturist.
Hassmann studierte ab 1888 an der Akademie der bildenden Künste Wien bei Siegmund L’Allemand und seit dem 2. November 1892 an der Königlichen Akademie der Künste in München bei Otto Seitz und Carl von Marr. Den Zeitraum von 1904 bis 1911 verbrachte er in den Vereinigten Staaten, wo er Dekorationen und Kostüme am Deutschen Theater in New York entwarf. Nach der Rückkehr nach Wien 1911 wurde er Mitglied des Wiener Künstlerhauses und des Hagenbundes. Während des Ersten Weltkrieges war er als Kriegsmaler tätig. Er beschäftigte sich hauptsächlich mit der Historienmalerei, schuf auch originelle menschenähnliche Tierkarikaturen.